# Peracle triacantha
Peracle triacantha är en snäckart som beskrevs av P. Fischer 1882. Peracle triacantha ingår i släktet Peracle och familjen Peraclididae. Inga underarter finns listade i Catalogue of Life.